# Phyllomys blainvillii
Phyllomys blainvillii é uma espécie de roedor da família Echimyidae.
É endêmica do nordeste do Brasil, onde é conhecida do estado do Ceará até Minas Gerais.